# Nguyễn Xuân Phúc
Nguyễn Xuân Phúc (født 20. juli 1954 i Quế Sơn, Quang Nam-provinsen) er en vietnamesisk politiker og tidligere præsident af Vietnam fra 2021 til 2023. Han blev udvalgt til stillingen blandt landets nationalforsamling, og udpeget 8. april 2016 af hans forgænger, Nguyễn Tấn Dũng, som blev pensioneret fra sit embede. Phúc blev medlem af Det kommunistiske parti i Vietnam den 12. november 1983.
Phúc trådte ned som præsident af Vietnam 17. januar 2023 grundet korruption i hans regering.

## Baggrund
Nguyễn Xuân Phúc er født i det sydlige Vietnam og bestod fra Hanoi National Economic University i 1978 med en bachelor i økonomisk ledelse. I 1990'erne læste han administrativ ledelse hos Vietnam National Administrative Academy, og i 1996 læste han økonomisk administration hos National Universty of Singapore. 
Fra 1993 til 1996 var Phùc ansat som Direktør af Afdelingen for Planlægning og Investering i Quảng Nam - Đà Nẵngs provinsen. Fra 1997 til 2001 var Phúc permanent del af Quảng Nam - Đà Nẵngs provinsens folkekomite, derefter provins-næstformand og derefter Direktør af Regeringens Kontorer.
Phùc blev valgt som premierminister 7. april 2016 og blev derefter valgt som præsident af Vietnam 5. april 2021.